# Тиркенфелд
Тиркенфелд (њем. Türkenfeld) општина је у њемачкој савезној држави Баварска. Једно је од 23 општинска средишта округа Фирстенфелдбрук. Према процјени из 2010. у општини је живјело 3.633 становника. Посједује регионалну шифру (AGS) 9179149.

## Географски и демографски подаци
Тиркенфелд се налази у савезној држави Баварска у округу Фирстенфелдбрук. Општина се налази на надморској висини од 599 метара. Површина општине износи 16,0 km². У самом мјесту је, према процјени из 2010. године, живјело 3.633 становника. Просјечна густина становништва износи 228 становника/km².

## Међународна сарадња
| Мјесто      | Држава   | Врста сарадње | Од    |
| ----------- | -------- | ------------- | ----- |
| Оберхаубинг | Аустрија | партнерство   | 1990. |
| Извор       |          |               |       |